# Elise
|  | Denne artikel omhandler filmen Elise. For artiklen om navnet, se Elise (navn). |
Elise er en dansk film fra 1985.
- Manuskript Mogens Rukov, frit efter novellen Sildig Opvågnen af Steen Steensen Blicher.
- Instruktion Claus Ploug.

Blandt de medvirkende kan nævnes:
- Ann-Mari Max Hansen
- Ole Ernst
- Anne Birch
- Frits Helmuth
- Kirsten Olesen
- Henning Jensen
- Lene Vasegaard
- Lene Brøndum
- Anne-Lise Gabold
- Peter Schrøder
- Holger Boland
- Søren Rode
- Julie Wieth
- Erik Holmey
- Niels Alsing
- Sarah Boberg